# 兵庫県道157号佐野仁井岩屋線
兵庫県道157号佐野仁井岩屋線（ひょうごけんどう157ごう さのにいいわやせん）は、兵庫県淡路市を通る一般県道である。

## 概要
淡路市佐野から淡路市岩屋に至る。起点の淡路市佐野から約1 kmは国道28号の旧道である。路線バスもこちらを通る。佐野の市街地に入ったところで道は右折する。ここからしばらくは佐野川に沿って道は北西に進む。道幅は広くない。国道28号をアンダークロスするあたりから、淡路島七福神の大黒天がおられる八浄寺の赤い塔が目に入る。佐野から仁井までの間は道幅が非常に狭く、その前後には「最大幅」（仁井方面行きは淡路市道佐野川2号線との交点付近、佐野方面行きは仁井交差点付近と淡路市道浅野南桐ノ木河内線との交点付近）の標識がある。
大塔峠の前後付近は15度前後の急勾配でコンクリート舗装、道幅も狭く、車両は最大幅に収まっていても走行は容易ではない。ただし、一部の自転車マニアは好んで走行している。小田から仁井までは細い道がだらだらと続く。仁井で兵庫県道462号仁井黒谷線に接続する。
兵庫県道71号富島久留麻線との交点が仁井交差点である。交差点名が付与されていながら信号機は無い。この周辺の道路はよく整備されている。この付近では神戸淡路鳴門自動車道を見ることができる。この道路上に設置されている本四仁井バス停はこの付近にある。仁井交差点から兵庫県道460号野島浦線の交点である中持の間は、1車線の道が続く。時よりダンプカーなどが通ることがあるが、静かな道である。兵庫県道460号野島浦線には神戸淡路鳴門自動車道の東浦ICが接続しており、中持から北は季節になると観光客の車が見うけられる。しかし道は相変わらず1車線で、行き違いに難儀することもある。中持から北には、兵庫県立あわじ花さじき・カントリーメイツ牧場やNHK朝の連続テレビ小説「わかば」のロケが行われた兵庫県立淡路景観園芸学校など、観光地・景勝地があり、あわじ花さじきより北では道路整備が急ピッチで進められている。あわじ花さじき北の道路沿いには、原健三郎の銅像が建っている。
あわじ花さじきより北は一部2車線、岩屋地区に入ると淡路島内では非常に珍しい4車線となる。しかしながら通行量は多くない。付近に兵庫県立淡路島公園や神戸淡路鳴門自動車道淡路北SICがある。終点のインター入り口交差点へ南から進入すると、右に国道28号・左に淡路サンセットラインと呼ばれる兵庫県道31号福良江井岩屋線へ行くことができる。直進すると神戸淡路鳴門自動車道の淡路ICである。この道路が都市計画で整備されていることから、茶間川線の廃止が検討されている。

### 路線データ
- 起点：淡路市佐野（国道28号交点）
- 終点：淡路市岩屋（淡路インター前交差点、国道28号交点、兵庫県道31号福良江井岩屋線終点、神戸淡路鳴門自動車道 淡路IC）
- 総延長：22.462 km
- 事前通行規制区間[2]：佐野 - 仁井
- 緊急輸送道路[2]：岩屋

## 地理

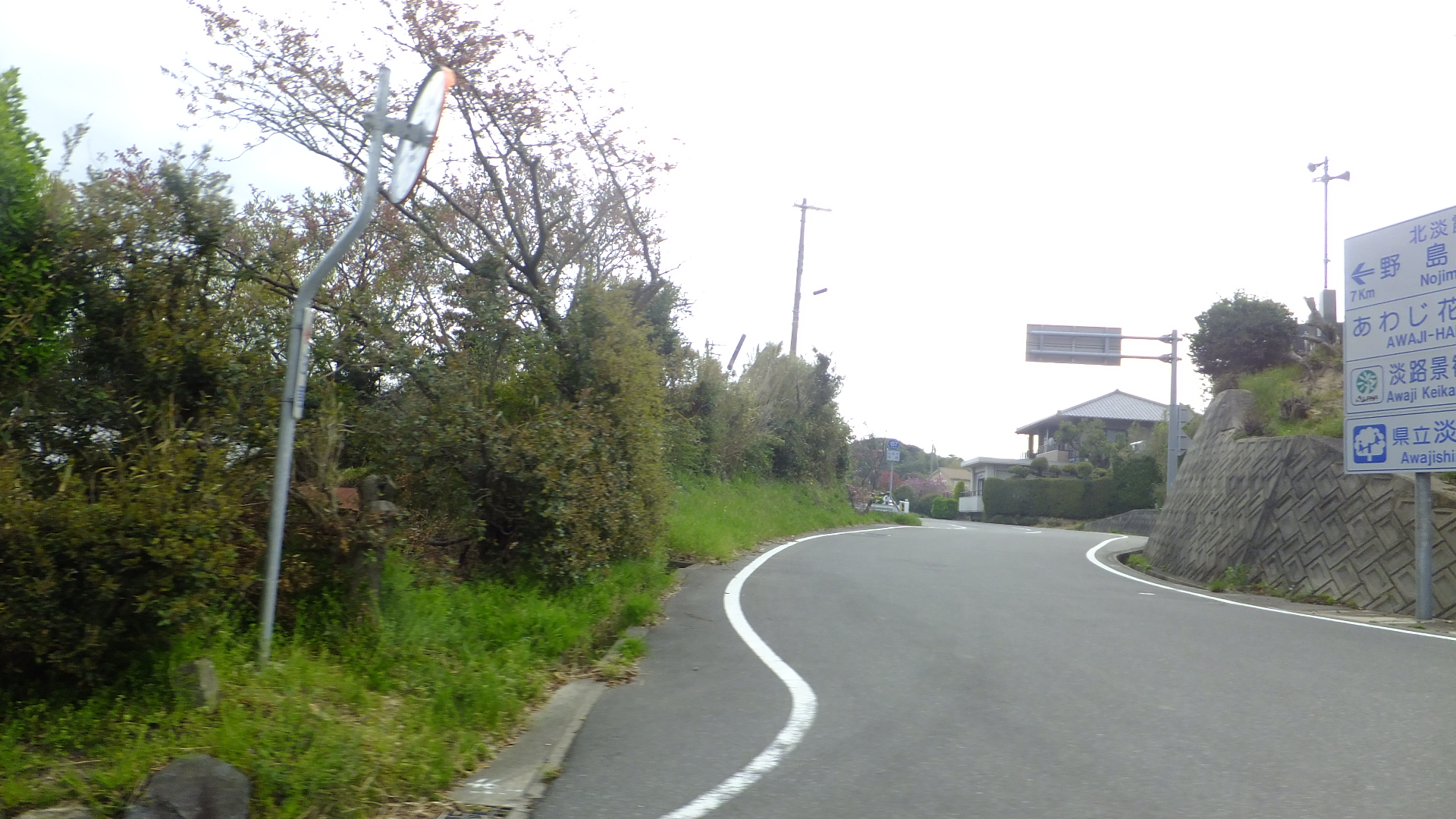
兵庫県道460号野島浦線交点付近
淡路市中持で撮影

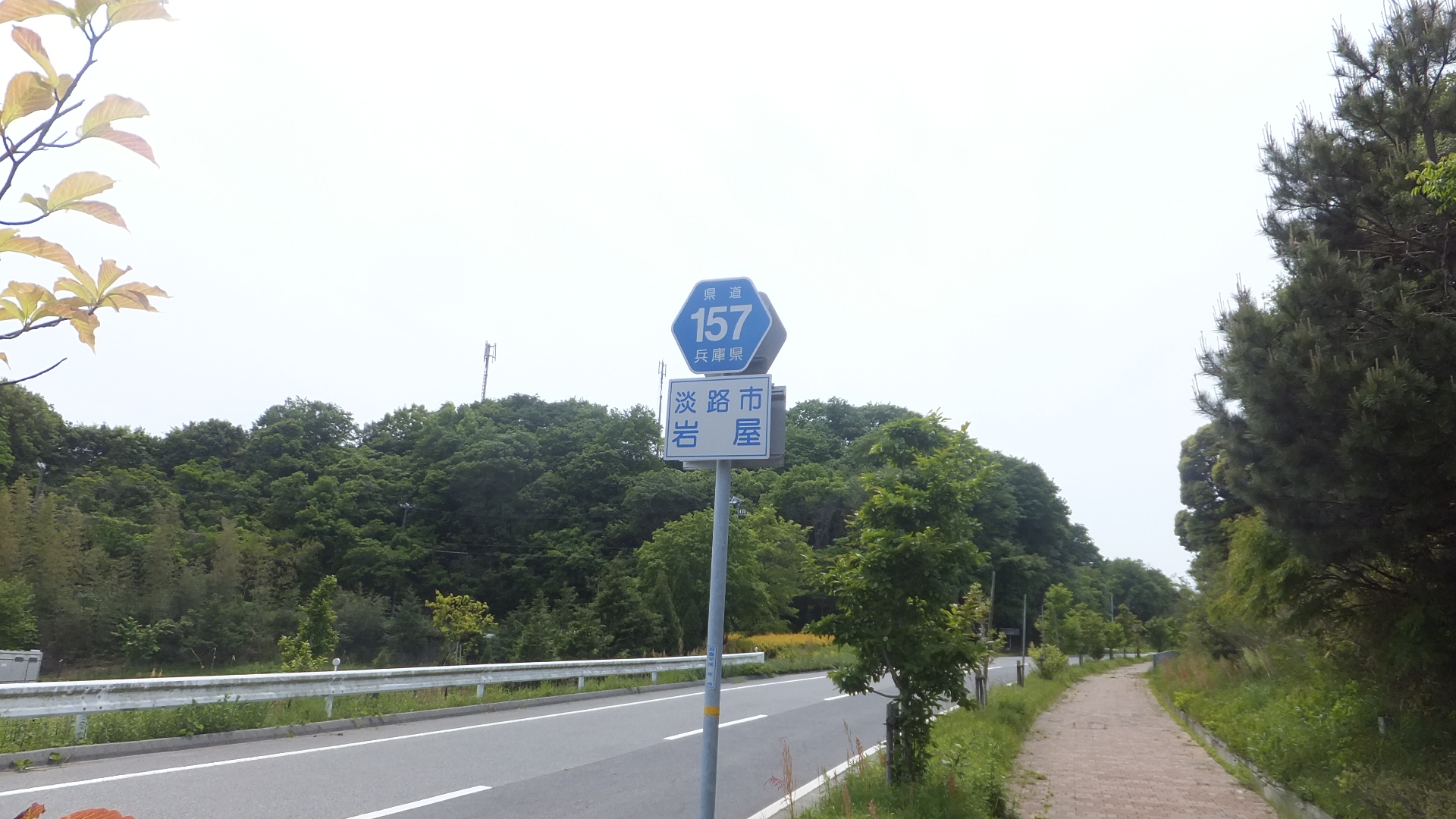
本道の標識
淡路市岩屋で撮影

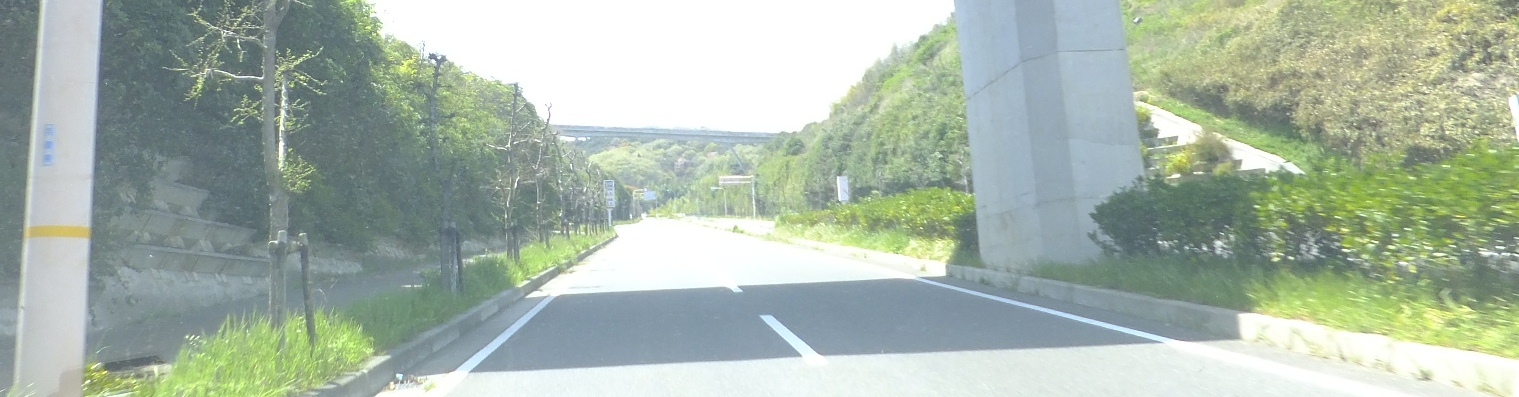
終点付近
淡路市岩屋で撮影

### 通過する自治体
- 淡路市

### 交差する道路
| 交差する道路                                                 | 交差する場所 | 交差する場所                  |
| ------------------------------------------------------------ | ------------ | ----------------------------- |
| 国道28号                                                     | 佐野         | 起点                          |
| 国道28号                                                     | 佐野         | [ 注釈 1 ]                    |
| 兵庫県道462号仁井黒谷線                                      | 仁井         |                               |
| 兵庫県道71号富島久留麻線                                     | 仁井         | 仁井交差点                    |
| 兵庫県道460号野島浦線                                        | 中持         |                               |
| E28 神戸淡路鳴門自動車道                                     | 岩屋         | 4-1 淡路北SIC                 |
| E28 神戸淡路鳴門自動車道 国道28号 兵庫県道31号福良江井岩屋線 | 岩屋         | 淡路インター前交差点 4 淡路IC |

### 沿線
- 兵庫県立あわじ花さじき
- カントリーメイツ牧場
- 兵庫県立淡路景観園芸学校
- E28 神戸淡路鳴門自動車道 淡路北SA

### 峠
- 大塔峠（淡路市）